# 秋元陽太
秋元 陽太（あきもと ようた、1987年7月11日 - ）は、東京都町田市出身の元プロサッカー選手。現役時代のポジションはゴールキーパー（GK）。

## 来歴
横浜F・マリノスの下部組織出身。2005年には関東プリンスリーグ優勝及びクラブユース選手権準優勝の好成績を挙げ、2006年にトップチームへ昇格した。しかし同年10月のJサテライトリーグ甲府戦で前十字靭帯及び内側側副靱帯を断裂。長期離脱を強いられ、翌2007年開催のU-20ワールドカップメンバー入りも逃した。2008年7月、J1第16節新潟戦において榎本哲也に代わるGKとしてJリーグ初出場の機会を得たが、チームの連敗を止めることができず先発定着を果たせなかった。その後も榎本や1期先輩の飯倉大樹に阻まれ、在籍6年間での公式戦出場は7試合に留まった。
2012年、J2・愛媛FCへ移籍。俊敏性と的確な状況判断、高いキック精度を武器に川北裕介や萩原達郎を抑えてポジションを獲得。低迷するチームにあって闘志溢れるプレーで奮戦した。
2014年、2年連続でのオファーを受けて湘南ベルマーレへ完全移籍。同年はリーグ戦42試合中23試合を無失点に抑える堅守でチームの快進撃を支え、J2優勝及びJ1昇格を果たした。2015年、プロ入り後自身初の背番号1を着用。一時は初めて正GKとして迎えるJ1の舞台に苦しむも、徐々に安定。気迫の守備で相手の決定機を阻んで勝ち点を呼び込み、クラブ改称以来初となるJ1残留の立役者になった。
湘南からの契約延長及び複数クラブからの獲得オファーにより争奪となる中、GK権田修一の穴埋めを図るFC東京の求めに応じ、2016年に同クラブへ完全移籍。序盤、プレーに迷いが生じる悪循環に陥り失点を重ねた。終盤にはまずまずの安定を見せたが通年でのセーブ率はリーグ下位に留まった。同年末、フェアプレー個人賞を受賞。シーズン終了後、同年J2降格を喫し、秋元の退団によって埋められなかった正GKの補強をポイントとしていた古巣湘南からオファーを受けわずか1年でFC東京を退団。2017年、湘南に復帰。
2017年は開幕からスタメン出場し、湘南のJ2優勝、そして1年でのJ1復帰に大きく貢献した。第7節・対東京ヴェルディ戦で右手小指を骨折するが、骨折した事自体を対外的には伏せ、小指と薬指をテーピングで固定しキーパーグローブを4本指仕様に縫い直して試合に出場し続けた。2018年にはルヴァンカップ優勝に貢献した。2019年も守護神として試合に出場していたが、チームは敗北が多く終盤戦は富居大樹にポジションを譲った。
2020年、FC町田ゼルビアへ期限付き移籍。開幕スタメンを勝ち取り、レギュラーに定着するも、シーズン途中で若手の福井光輝にポジションを奪われ、自身は控えに回った。
2021年、愛媛FCへ期限付き移籍。
昨季レギュラーであった岡本昌弘を抑えて開幕スタメンを奪取すると、以降もレギュラーの座を保っていたが、7月4日に行われたJ2リーグ第21節ブラウブリッツ秋田戦以降はメンバーから外れており、9月14日に左膝骨軟骨損傷で離脱していたことが発表された。最終的に2021年シーズンの出場は離脱前の20試合に留まった。
2021年12月20日、現役引退が発表された。

## エピソード
- 横浜フリューゲルスジュニアユースの流れを汲む横浜F・マリノスジュニアユース菅田は2002年を最後に消滅しているため、最初で最後のトップ昇格選手となった。
- 太田宏介は幼馴染[32]。
- 2012年に入籍[33]。
- 2017年に骨折した右手小指は、その後のテーピング等の影響もあって、2022年現在も歪んだままである[29]。

## 所属クラブ
- CYDフットボールクラブ (町田市立南大谷小学校)[5]
- 2000年 - 2002年 横浜F・マリノスジュニアユース菅田 (町田市立南大谷中学校)[5]
- 2003年 - 2005年 横浜F・マリノスユース (野津田高等学校)[5]
- 2006年 - 2011年  横浜F・マリノス
- 2012年 - 2013年  愛媛FC
- 2014年 - 2015年  湘南ベルマーレ
- 2016年  FC東京
- 2017年 - 2021年  湘南ベルマーレ
  - 2020年  FC町田ゼルビア（期限付き移籍）
  - 2021年   愛媛FC（期限付き移籍）

## 個人成績
| 国内大会個人成績 | 国内大会個人成績 | 国内大会個人成績 | 国内大会個人成績 | 国内大会個人成績 | 国内大会個人成績 | 国内大会個人成績 | 国内大会個人成績 | 国内大会個人成績 | 国内大会個人成績 | 国内大会個人成績 | 国内大会個人成績 |
| 年度             | クラブ           | 背番号           | リーグ           | リーグ戦         | リーグ戦         | リーグ杯         | リーグ杯         | オープン杯       | オープン杯       | 期間通算         | 期間通算         |
| 年度             | クラブ           | 背番号           | リーグ           | 出場             | 得点             | 出場             | 得点             | 出場             | 得点             | 出場             | 得点             |
| 日本             | 日本             | 日本             | 日本             | リーグ戦         | リーグ戦         | リーグ杯         | リーグ杯         | 天皇杯           | 天皇杯           | 期間通算         | 期間通算         |
| ---------------- | ---------------- | ---------------- | ---------------- | ---------------- | ---------------- | ---------------- | ---------------- | ---------------- | ---------------- | ---------------- | ---------------- |
| 2006             | 横浜FM           | 36               | J1               | 0                | 0                | 0                | 0                | 0                | 0                | 0                | 0                |
| 2007             | 横浜FM           | 36               | J1               | 0                | 0                | 0                | 0                | 0                | 0                | 0                | 0                |
| 2008             | 横浜FM           | 36               | J1               | 3                | 0                | 0                | 0                | 0                | 0                | 3                | 0                |
| 2009             | 横浜FM           | 31               | J1               | 1                | 0                | 0                | 0                | 1                | 0                | 2                | 0                |
| 2010             | 横浜FM           | 31               | J1               | 0                | 0                | 0                | 0                | 1                | 0                | 1                | 0                |
| 2011             | 横浜FM           | 31               | J1               | 1                | 0                | 0                | 0                | 0                | 0                | 1                | 0                |
| 2012             | 愛媛             | 37               | J2               | 42               | 0                | -                | -                | 1                | 0                | 43               | 0                |
| 2013             | 愛媛             | 37               | J2               | 41               | 0                | -                | -                | 0                | 0                | 41               | 0                |
| 2014             | 湘南             | 37               | J2               | 42               | 0                | -                | -                | 1                | 0                | 43               | 0                |
| 2015             | 湘南             | 1                | J1               | 34               | 0                | 2                | 0                | 0                | 0                | 36               | 0                |
| 2016             | FC東京           | 47               | J1               | 34               | 0                | 4                | 0                | 2                | 0                | 40               | 0                |
| 2017             | 湘南             | 1                | J2               | 42               | 0                | -                | -                | 0                | 0                | 42               | 0                |
| 2018             | 湘南             | 1                | J1               | 34               | 0                | 8                | 0                | 1                | 0                | 43               | 0                |
| 2019             | 湘南             | 1                | J1               | 30               | 0                | 0                | 0                | 1                | 0                | 31               | 0                |
| 2020             | 町田             | 1                | J2               | 29               | 0                | -                | -                | -                | -                | 29               | 0                |
| 2021             | 愛媛             | 37               | J2               | 20               | 0                | -                | -                | 0                | 0                | 20               | 0                |
| 通算             | 日本             | 日本             | J1               | 137              | 0                | 14               | 0                | 6                | 0                | 157              | 0                |
| 通算             | 日本             | 日本             | J2               | 216              | 0                | -                | -                | 2                | 0                | 218              | 0                |
| 総通算           | 総通算           | 総通算           | 総通算           | 353              | 0                | 14               | 0                | 8                | 0                | 375              | 0                |

| 国際大会個人成績 | 国際大会個人成績 | 国際大会個人成績 | 国際大会個人成績 | 国際大会個人成績 |
| 年度             | クラブ           | 背番号           | 出場             | 得点             |
| AFC              | AFC              | AFC              | ACL              | ACL              |
| ---------------- | ---------------- | ---------------- | ---------------- | ---------------- |
| 2016             | FC東京           | 47               | 7                | 0                |
| 通算             | AFC              | AFC              | 7                | 0                |

その他の国際大会
- 2016年
  - AFCチャンピオンズリーグ2016・プレーオフ 1試合0得点

- 2008年7月13日 - プロデビュー（Jリーグ） - アルビレックス新潟戦 (ニッパツ三ツ沢球技場)

## 代表歴
- U-15日本代表 (2002年)
- U-16日本代表 
  - 2003年 - 豊田国際ユースサッカー大会[34](優勝)
  - 2003年 - 国際TOTOユースカップ[35]
- U-17日本代表 
  - 2004年 - サニックス杯国際ユースサッカー大会 (準優勝)
  - 2004年 - Ten Brinke Tournament[36]
- U-18日本代表
  - 2005年 - スロバキアカップ
  - 2005年 - リスボン国際トーナメント
  - 2005年 - 国際ユースサッカーin新潟[37]
  - 2005年 - SBSカップ (準優勝)
  - 2005年 - 仙台カップ (準優勝)
  - 2005年 - AFCユース選手権2006 (予選)
- U-19日本代表 
  - 2006年 - カタール国際ユーストーナメント (優勝)

## タイトル

### クラブ
横浜F・マリノスユース
- 高円宮杯 JFA U-18サッカープリンスリーグ関東 (2005年)

湘南ベルマーレ
- Jリーグカップ：1回（2018年）
- J2リーグ：2回 (2014年, 2017年）

### 代表
- 豊田国際ユースサッカー大会 (2003年)
- 国際ユースサッカーin新潟 (2005年)
- カタール国際ユーストーナメント (2006年)

### 個人
- Jリーグフェアプレー個人賞：2回（2016年, 2018年）
- J2リーグ・月間MVP：1回（2017年6月）

## 出演

### テレビドラマ
- オールドルーキー第1話（2022年6月26日 、TBS）- サッカー監修